# Тома Пенков
Тома Пенков Николов е български политик и революционер, деец на Вътрешната македоно-одринска революционна организация.

## Биография
Пенков е роден в пиринското село Мечкул, тогава в Османската империя. Произхожда от богато семейство, а негов по-малък брат е революционерът Георги Пенков. Заедно с брат си и Глиго Чакърски убиват местен привърженик на Върховния комитет.
По време на Първата световна война е депутат в XVII обикновено народно събрание от Струмишки окръг с Либералната партия, като част от Либералната коалиция. Умира през 1918 година.